# Australásia

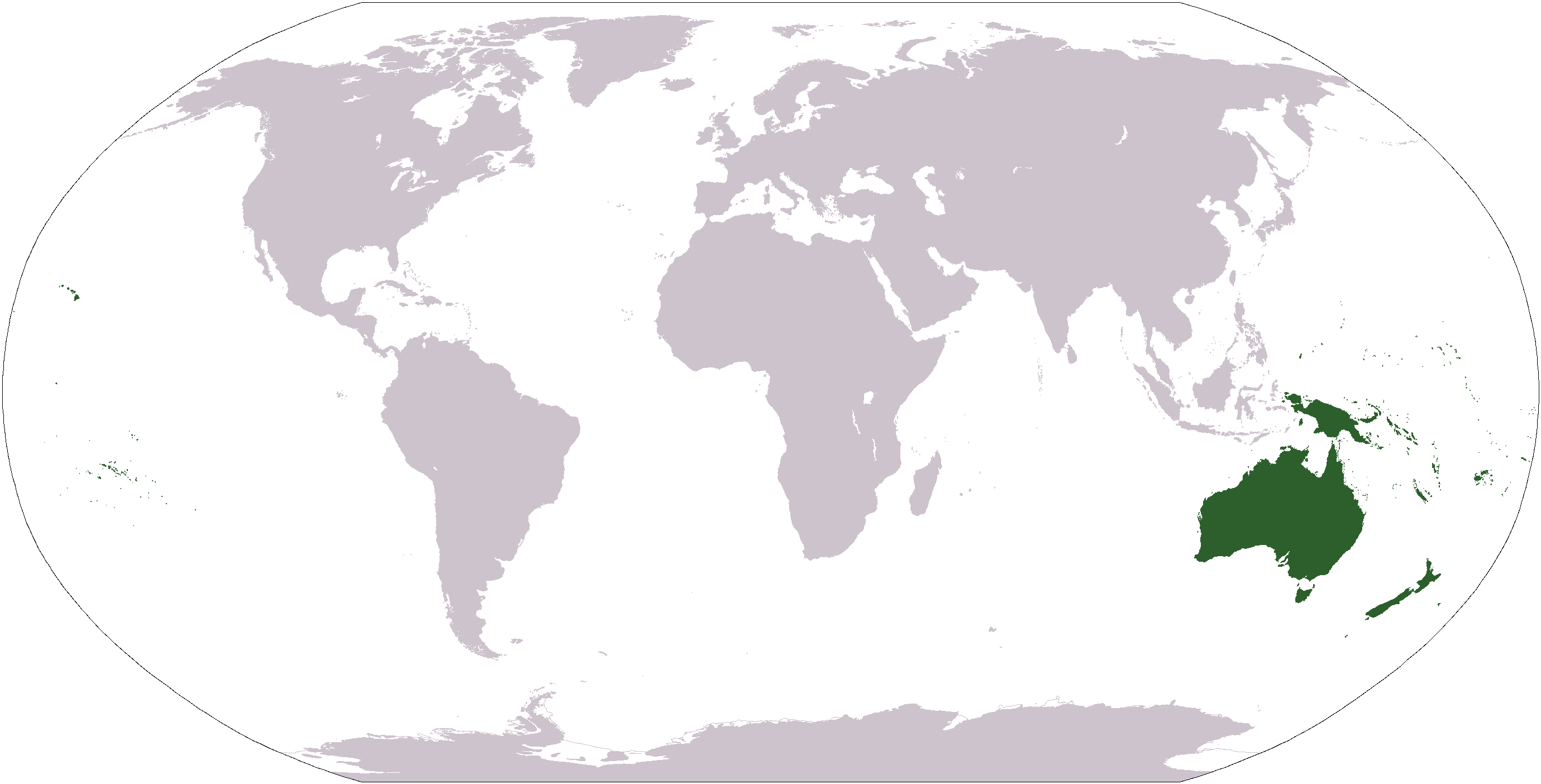
Localização da Australásia

Bandeira olímpica da Australásia (1908 e 1912)

Australásia é a região que inclui a Austrália, a Nova Zelândia (sobrepondo-se à Polinésia) e, por vezes, incluindo a Nova Guiné e as ilhas vizinhas (sobrepondo-se à Melanésia). Esta designação, que significa “Ásia do sul” foi inventada por Charles de Brosses na sua Histoire des navigations aux terres australes (1756) para a diferenciar da Polinésia e do sudeste do Oceano Pacífico (a região Magellanica).
Por vezes, o termo Australásia é usado para referir o conjunto da Austrália e da Nova Zelândia, mas os neozelandeses não gostam desse nome, pois dá mais força à Austrália e preferem o termo Oceania.

Do ponto de vista da biologia, a Australásia é uma região natural com uma história evolucionária comum e um grande número de espécies endémicas de plantas e animais. A linha de divisão desta região biogeográfica e a Ásia é a linha de Wallace, que representa igualmente a fronteira entre as duas placas tectónicas australiana e euroasiática.

A linha de Wallace separa a fauna australasiana da fauna da região indo-malaia

Do ponto de vista ecológico, a ecozona australasiana tem uma história evolutiva particular, com uma flora e uma fauna únicas. Neste aspecto, a Australásia inclui Austrália, Nova Guiné e ilhas vizinhas, incluindo as ilhas indonésias de Lombok e Sulawesi, a leste. A linha de Wallace separa biologicamente a Ásia e a Australasia (Bornéu e Bali encontram-se a oeste, na parte asiática). A Nova Zelândia compreende uma outra zona ecológica completamente diferente, por sua posição isolada do restante da Australásia como também do resto do mundo.